# Лежнюк Петро Дем'янович
Лежнюк Петро Дем'янович (нар. 23 лютого 1946 року в с. Дроздів Гощанського району Рівненської області) — український науковець, доктор технічних наук (1996), професор (1998), завідувач кафедри електричних станцій та систем Вінницького національного технічного університету (1996), заслужений діяч науки і техніки України (2015), академік Академії наук вищої освіти України (2006), дійсний член Всесвітньої асоціації інженерів-електриків і електронників (Institute of Electrical and Electronics Engineers, IEEE).

## Життєпис
Лежнюк Петро Дем'янович народився 23 лютого 1946 року в селі Дроздів Гощанського району Рівненської області в сім'ї мельника. Мати, Меланія Власівна, займалася вихованням дітей та домашнім господарством. Батько, Дем'ян Сергійович, не маючи інженерної освіти, практично все життя займався будуванням водяних млинів на річці Горинь. Тож дитинство малого Петра пройшло серед трансмісій, ремінних передач, турбін, водяних коліс. З початку 50-х років на водяних млинах почали встановлювати генератори для виробництва електроенергії, що суттєво вплинуло на подальший життєвий шлях Петра Дем'яновича.
У 1964 році закінчив Тучинську середню школу та вступив до Львівського політехнічного інституту, де навчався за спеціальністю «Електропостачання промислових підприємств та міст».

## Професійна діяльність
1970—1971 — асистент кафедри енергетики Вінницького філіалу КПІ
1971—1973 — проходження строкової військової служби
1973—1976 — старший викладач кафедри електричних станцій Вінницького філіалу Київського політехнічного інституту
1976—1979 — аспірант Московського енергетичного інституту
1979 — захист кандидатської дисертації та присвоєння наукового ступеня кандидата технічних наук
1981—1995 — доцент кафедри електричних систем ВПІ
1984—2006 — заступник декана факультету електроенергетики, директор Інституту електроенергетики та електромеханіки (ІнЕЕЕМ) з наукової роботи
1990—1994 — депутат Вінницької міської ради, голова комісії з питань законності та правопорядку
1995 — завідувач кафедри електричних станцій
1996 — завідувач кафедри електричних станцій та систем
1996 — захист докторської дисертації та присвоєння наукового ступеня доктора технічних наук
1998 — присвоєно вчене звання професора
2000—2015 — заступник голови Науково-методичної комісії з електротехніки та член експертної ради з енергетики, електротехніки та електромеханіки Міністерства освіти і науки України
2006 — академік Академії наук вищої освіти України

## Звання та нагороди[4]
1988—1990 — Нагороджений двома срібними і бронзовою медалями та дипломами ВДНГ СРСР та України за розробки й винаходи
2004 — Почесна грамота Вінницької ОДА та обласної Ради за сумлінну підготовку наукових кадрів регіону та з нагоди Дня науки
2005 — Почесна грамота Держкомітету України з енергозбереження за ефективного використання енергоресурсів
2010 — Почесна грамота Міністерства освіти і науки України
2010 — Почесний знак Науково-технічної спілки енергетиків та електротехніків України
2011 — Почесна грамота Кабінету Міністрів України
2015 — Заслужений діяч науки і техніки України
2015 — Диплом і перша премія Академії наук вищої освіти України
2021 — відзнака «Науковець року–2021»
2022 — Почесна грамота за вагомий внесок у розвиток ядерної галузі та активну участь в роботі Українського ядерного товариства
2024 — Почесна грамота від департаменту гуманітарної політики Вінницької обласної військової адміністрації
2025 — Почесна грамота Громадської організації "Науково-технічна спілка енергетиків та електротехніків України".

## Наукова, педагогічна та навчально-методична робота
Петро Дем'янович Лежнюк започаткував науковий напрямок по застосуванню теорії подібності та моделювання для оптимального керування режимами електроенергетичних систем з метою зменшення в них втрат електроенергії. В результаті виконаних досліджень розвинуто теорію подібності і математичного моделювання стосовно задач оптимального керування нормальними режимами електроенергетичних систем (ЕЕС). Створено методологію і розроблено способи та засоби автоматизації оптимального керування режимами ЕЕС. Розроблено метод аналізу чутливості оптимальних рішень. На основі принципу найменшої дії розроблені умови самооптимізації режимів ЕЕС. Розроблено моделі, методи і алгоритми оцінки взаємовпливу магістральних і розподільних електричних мереж та визначення втрат електроенергії від взаємних і транзитних потоків потужності. Досліджено умови і шляхи відновлення та експлуатації малих ГЕС в Україні. Доведена ефективність використання на малих ГЕС асинхронних генераторів. Сьогодні досліджуються умови ефективного використання малих ГЕС, сонячних та вітрових електростанцій в електричних мережах.
В рамках цього наукового напрямку професором Лежнюком П. Д. підготовлено 27 кандидатів технічних наук та доктор технічних наук, працюють аспіранти та докторанти.

### Найвагоміші результати, отримані школою ЛежнюкаП.Д.[9]
1. Методика застосування критеріального методу для автоматизації оптимального керування НР ЕС.
2. Методика і алгоритми одержання критеріальних моделей залежностей, які пов'язують оптимальні параметри об'єкта, що оптимізується, а також критерії подібності, які встановлюють, зокрема, подібність оптимальних режимів ЕС.
3. Принципи формалізації і моделювання факторів, які визначають міру і ефективність практичної реалізації оптимальних розв'язків, і методика врахування їх на стадії розрахунків оптимальних параметрів і формування законів оптимального керування.
4. Методика і алгоритми аналізу чутливості оптимальних розв'язків, метод розв'язування некоректних задач нелінійного програмування, сформульованих у відносних одиницях.
5. Комплекс алгоритмів і програм оптимізації і аналізу чутливості для АСДУ ЕС, орієнтованих на широке використання нових інформаційних технологій, мереж сучасних ПЕОМ і мікропроцесорних пристроїв.
6. Принципи побудови адаптивної системи автоматичного керування НР ЕС.
Результати досліджень наукової школи узагальнені в галузевих виданнях: «Методика оцінки ефективності застосування трансформаторів з РПН і автоматичного регулювання напруги в замкнутих електричних мережах» [Архівовано 25 лютого 2019 у Wayback Machine.] та «Інструкція по розрахунку та аналізу технологічних витрат електричної енергії на передачу електричними мережами енергосистем і енергооб'єднань», які використовуються в Україні і Росії. Розроблені пристрої і засоби автоматизації оптимального керування режимами ЕЕС відмічені медалями та дипломами ВДНГ СРСР і України. Програмний комплекс (ПК) оптимізації та аналізу чутливості втрат потужності в ЕЕС експлуатується в енергосистемах України і Росії. Його впровадження дозволило зменшити втрати електроенергії в ЕЕС на 2–3 %. Створений ПК ВТРАТИ — 110/0.4, який призначений для розрахунку втрат електроенергії в мережах енергопостачальних компаній та планування заходів щодо їх зменшення, впроваджено в «Вінницяобленерго», «Харківобленерго», «Хмельницькобленерго» та інших енергопостачальних компаніях.
Лежнюка П. Д. обрано головою спеціалізованої вченої ради при Вінницькому національному технічному університеті з захисту кандидатських дисертацій за спеціальностями «Електричні станції, мережі і системи» та «Електротехнічні системи та комплекси», а також членом спеціалізованої ради з захисту докторських дисертацій при Національному університеті «Львівська політехніка».
Петро Дем'янович — експерт в галузях технологій і розробок альтернативної енергетики при асоціації «Інноваційні підприємства України» та «Відкритої Європо- Азійської першості з наукової аналітики» при Міжнародній Академія наук і вищої освіти (Лондон, Велика Британія). Професор Лежнюк — керівник постійно діючого науково-технічного семінару Наукової Ради НАН України з проблеми «Наукові основи електроенергетики» за темою «Електричні мережі енергосистем з нетрадиційними і відновлюваними джерелами електроенергії».
Лежнюк П. Д. є автором понад 500 наукових публікацій, з них 19 монографій, 17 навчальних посібників, підручник, авторські свідоцтва та патенти на винахід принципово нових пристроїв та комплексів програм для ЕОМ, які впроваджено в енергосистемах України і Росії зі значним економічним ефектом.

### Викладає дисципліни
1. Електричні станції і підстанції
2. АСУ електричних станцій і систем
3. Математичні задачі електроенергетики
4. Математичне моделювання в електроенергетиці
5. Оптимізація режимів електроенергетичних систем
6. Енергозберегаючі технології в електроенергетичних системах

## Монографії
1. Аналіз чутливості оптимальних рішень в складних системах критеріальним методом: монографія / П. Д. Лежнюк ; МОН України. – Вінниця: УНІВЕРСУМ-Вінниця, 2003. – 131 с.
2. Оптимальне керування потоками потужності і напругою в неоднорідних електричних мережах: монографія / П. Д. Лежнюк, В. В. Кулик ; МОН України. – Вінниця: УНІВЕРСУМ-Вінниця, 2004. – 188 с.
3. Оцінка якості оптимального керування критеріальним методом: монографія / П. Д. Лежнюк, В. О. Комар ; ВНТУ. – Вінниця: УНІВЕРСУМ-Вінниця, 2006. – 108 с. [Архівовано 27 лютого 2019 у Wayback Machine.]
4. Параметрична подібність в задачах оптимізації електричних систем: монографія / П. Д. Лежнюк, Н. В. Собчук ; МОН України. – Вінниця: УНІВЕРСУМ-Вінниця, 2006. – 124 с.
5. Взаємовплив електричних мереж і систем в процесі оптимального керування їх режимами: монографія / П. Д. Лежнюк, В. В. Кулик ; ВНТУ. – Вінниця: ВНТУ, 2008. – 123 с.
6. Оцінювання чутливості оптимального керування режимами електроенергетичних систем критеріальним методом: монографія / П. Д. Лежнюк, Н. В. Остра, В. Ц. Зелінський ; ВНТУ. – Вінниця: УНІВЕРСУМ-Вінниця, 2008. – 131 с.
7. Оцінювання втрат електроенергії в низьковольтних електричних мережах засобами нечіткої логіки: монографія / П. Д. Лежнюк, А. В. Писклярова ; ВНТУ. – Вінниця: ВНТУ, 2009. – 94 с.
8. Малі гідроелектростанції з асинхронними генераторами: монографія / П. Д. Лежнюк, О. В. Нікіторович, В. В. Кулик. – Вінниця: УНІВЕРСУМ-Вінниця, 2010. – 136 с.
9. Мониторинг потерь мощности и электроэнергии в распределительных сетях: монография / П. Д. Лежнюк, А. А. Мирошник, А. В. Мирошник, Н. М. Черемисин. – Харьков: Факт, 2010. – 205 с.
10. Оцінка чутливості втрат потужності в електричних мережах: монографія / П. Д. Лежнюк, В. О. Лесько ; ВНТУ. – Вінниця: ВНТУ, 2010. – 120 с.
11. Оптимальне керування нормальними режимами електроенергетичних систем критеріальним методом з застосуванням нейронечіткого моделювання: монографія / П. Д. Лежнюк, О. О. Рубаненко ; ВНТУ. – Вінниця: ВНТУ, 2012. – 136 с.
12. Відновлювані джерела енергії в розподільних електричних мережах: монографія / П. Д. Лежнюк, О. А. Ковальчук, О. В. Нікіторович, В. В. Кулик ; ВНТУ. – Вінниця: ВНТУ, 2014. – 204 с.
13. Методи і засоби захисту від обриву проводу та пошук місця пошкодження в розподільній мережі зі складною топологією напругою 6-35 кВ: монографія / П. Д. Лежнюк, М. В. Кутіна ; ВНТУ. – Вінниця: ВНТУ, 2014. – 152 с. [Архівовано 26 лютого 2019 у Wayback Machine.]
14. Принцип найменшої дії в електротехніці та електроенергетиці: монографія / П. Д. Лежнюк, В. В. Кулик, В. В. Нетребський, В. В. Тептя ; ВНТУ ; за ред. П. Д. Лежнюка. – Вінниця: ВНТУ, 2014. – 212 с.
15. Оперативне прогнозування електричних навантажень систем електроспоживання з використанням їх фрактальних властивостей: монографія / П. Д. Лежнюк, Ю. А. Шуллє. – Вінниця: ВНТУ, 2015. – 104 с. [Архівовано 26 лютого 2019 у Wayback Machine.]
16. Формування умов оптимальності компенсації реактивної потужності в електричних мережах споживачів і енергопостачальних компаній: монографія / П. Д. Лежнюк, О. М. Нанака. – Вінниця: ВНТУ, 2015. – 114 с.
17. Оптимізація режимів електричних мереж з відновлюваними джерелами електроенергії: монографія / П. Д. Лежнюк, О. Є. Рубаненко, І. О. Гунько ; ВНТУ. – Вінниця: ВНТУ, 2017. – 164 с. – ISBN 978-966-641-717-9.
18. Компенсація взаємовпливу неоднорідних електричних мереж з використанням лінійних регуляторів: монографія / П. Д. Лежнюк, О. Є. Рубаненко, А. В. Килимчук ; ВНТУ. – Вінниця: ВНТУ, 2017. – 172 с. – ISBN 978-966-641-683-7.
19. Балансова надійність електричної мережі з фотоелектричними станціями: монографія / П. Д. Лежнюк, В. О. Комар, С. В. Кравчук [та ін.] ; ВНТУ. – Вінниця: ВНТУ, 2018. – 136 с. – ISBN 978-966-641-751-3.